# 马里尼亚讷
马里尼亚讷（法語：Marignane，法語發音：[maʁiɲan]），法国东南部城市，普罗旺斯-阿尔卑斯-蓝色海岸大区罗讷河口省的一个市镇，隶属于伊斯特尔区，其市镇面积为23.16平方公里，2022年1月1日时人口数量为33,164人，在法国城市中排名第245位。
马里尼亚讷位于罗讷河口省东南部，贝尔潟湖东南岸，是艾克斯-马赛都会区的重要组成部分，马赛普罗旺斯国际机场的主体部分位于其市镇范围内。空中客车直升机公司的总部亦位于马里尼亚讷。

## 地名来源
“Marignane”一名来源于公元五世纪人名“Marinius”，后者为西罗马帝国皇帝马约里安手下的一名将领。
马里尼亚讷所在区域历史上曾通行奥克语普罗旺斯方言，“Marignane”对应的传统奥克语拼写为“Marinhana”。
此外，因翻译标准不同，“Marignane”在部分汉语资料中又被翻译为马里尼昂或马里尼亚纳。

## 历史

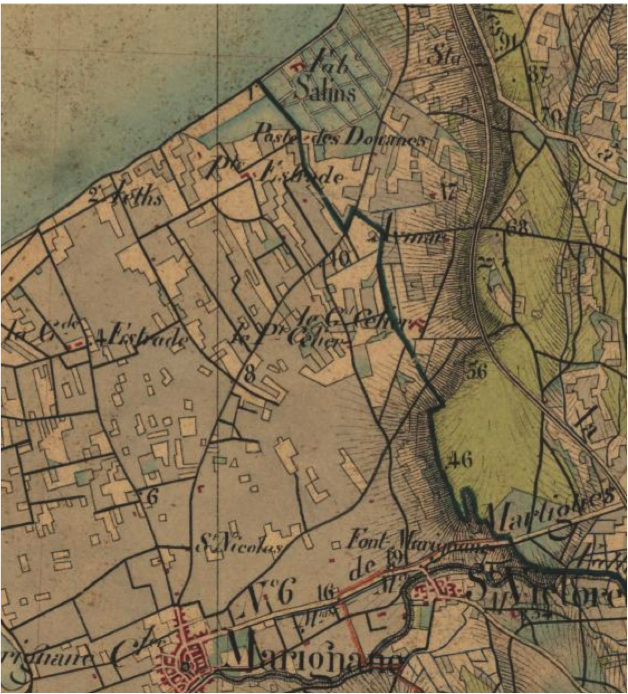
19世纪末的马里尼亚讷

马里尼亚讷城市始建于中世纪中期，其所在贝尔潟湖东岸地区在古典时期就已出现聚落。根据当地官方网站的论述，公元11世纪时，随着贝尔潟湖制盐业的兴起，当地领主莱博家族（Famille des Baux）获得大量财富，其成员于格（Hugues des Beaux）于12世纪时开始修建家族宅邸，后扩建成为城堡和城塞，其附近区域形成了数百居民的城镇，农业亦得到开发。14世纪末，普罗旺斯伯国发生王位继承战争，马里尼亚讷领主选择支持安茹公爵路易一世，而普罗旺斯则于15世纪末被法兰西国王路易十一继承，成为法兰西王国的一个行省。法国大革命后，马里尼亚讷成为罗讷河口省的一个市镇。20世纪初，贝尔潟湖航运得到开发，当地建成了一处港口。1922年，位于马里尼亚讷境内的机场建成并投入使用，此后该机场逐渐扩张，自1961年起成为服务马赛的航空枢纽。连接贝尔潟湖和马赛市区的罗沃隧道于1926年建成，其北侧出口位于马里尼亚讷境内。随着航空港的建成以及马赛的城市扩张，马里尼亚讷逐渐发展成为马赛北部的一个郊区卫星城，其境内出现了多处工业园区及新兴居民区，并与周边的维特罗勒等市镇连为一体，成为艾克斯-马赛都会区的重要组成部分。

## 地理

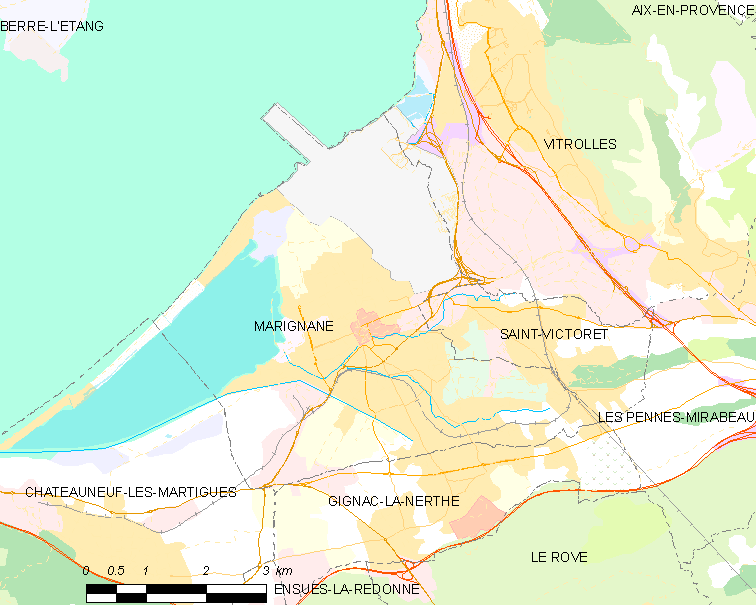
马里尼亚讷市镇范围地图

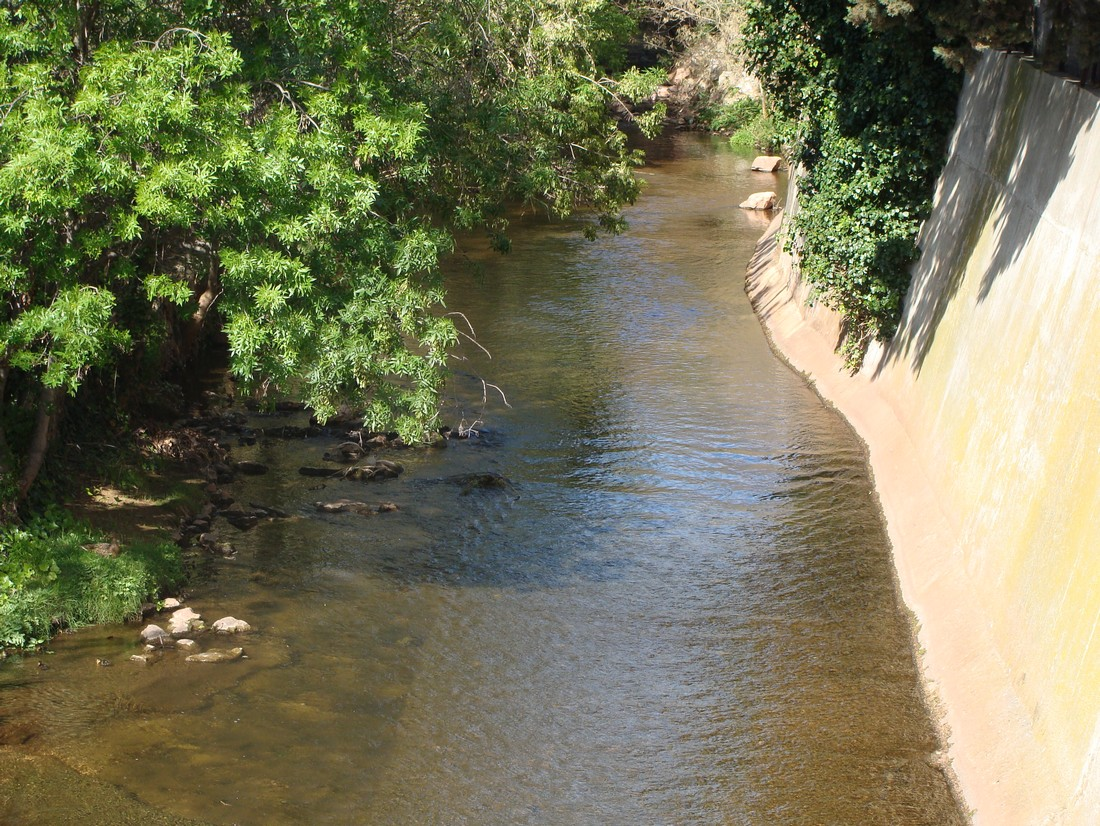
流经马里尼亚讷的卡迪耶尔溪

马里尼亚讷位于法国东南部，普罗旺斯-阿尔卑斯-蓝色海岸大区西南部和罗讷河口省东南部，距离省会马赛大约24公里。与马里尼亚讷接壤的市镇包括：马蒂格新堡、日尼亚克拉内特、圣维克托雷、维特罗勒、贝尔莱唐。

### 地形
马里尼亚讷位于贝尔潟湖东南部沿岸，境内以平原和丘陵为主，市镇中心地势较为平坦，市镇范围东南部略有起伏，全境海拔在0到100米之间。

### 水文
马里尼亚讷位于贝尔潟湖畔，该湖东南部分被人工河堤一分为二，其南侧部分形成博尔蒙湖，马里尼亚讷市区西北部与两湖均接壤；卡迪耶尔溪自东向西流经马里尼亚讷市中心，该河独立注入贝尔潟湖。人工开凿的马赛－罗讷河运河于1926年开通，其主体工程罗沃隧道的北侧开口位于马里尼亚讷境内，该运河因1963年罗沃隧道塌方而中断并废弃。

### 植被
马里尼亚讷属于亚热带硬叶林区，市区内的主要绿地公园包括丘陵公园（Parc de la Colline）、费拉日公园（Parc Ferrage）等，均常年免费向公众开放。
在鲜花城市的评比中，马里尼亚讷被评为3星级鲜花城市。

### 气候
马里尼亚讷在柯本气候分类法中属于地中海气候。
马里尼亚讷境内的马赛机场设有常年气象站，以下为该气象站的数据：
| 马里尼亚讷-马赛机场 1981年－2019年 | 马里尼亚讷-马赛机场 1981年－2019年 | 马里尼亚讷-马赛机场 1981年－2019年 | 马里尼亚讷-马赛机场 1981年－2019年 | 马里尼亚讷-马赛机场 1981年－2019年 | 马里尼亚讷-马赛机场 1981年－2019年 | 马里尼亚讷-马赛机场 1981年－2019年 | 马里尼亚讷-马赛机场 1981年－2019年 | 马里尼亚讷-马赛机场 1981年－2019年 | 马里尼亚讷-马赛机场 1981年－2019年 | 马里尼亚讷-马赛机场 1981年－2019年 | 马里尼亚讷-马赛机场 1981年－2019年 | 马里尼亚讷-马赛机场 1981年－2019年 | 马里尼亚讷-马赛机场 1981年－2019年 |
| 月份                               | 1月                                | 2月                                | 3月                                | 4月                                | 5月                                | 6月                                | 7月                                | 8月                                | 9月                                | 10月                               | 11月                               | 12月                               | 全年                               |
| ---------------------------------- | ---------------------------------- | ---------------------------------- | ---------------------------------- | ---------------------------------- | ---------------------------------- | ---------------------------------- | ---------------------------------- | ---------------------------------- | ---------------------------------- | ---------------------------------- | ---------------------------------- | ---------------------------------- | ---------------------------------- |
| 历史最高温 °C（°F）                | 19.9 (67.8)                        | 22.5 (72.5)                        | 25.4 (77.7)                        | 29.6 (85.3)                        | 34.9 (94.8)                        | 39.6 (103.3)                       | 39.7 (103.5)                       | 39.2 (102.6)                       | 34.3 (93.7)                        | 30.4 (86.7)                        | 25.2 (77.4)                        | 20.7 (69.3)                        | 39.7 (103.5)                       |
| 平均高温 °C（°F）                  | 11.4 (52.5)                        | 12.5 (54.5)                        | 15.8 (60.4)                        | 18.6 (65.5)                        | 22.9 (73.2)                        | 27.1 (80.8)                        | 30.2 (86.4)                        | 29.7 (85.5)                        | 25.5 (77.9)                        | 20.9 (69.6)                        | 15.1 (59.2)                        | 11.9 (53.4)                        | 20.1 (68.2)                        |
| 日均气温 °C（°F）                  | 7.1 (44.8)                         | 8.1 (46.6)                         | 11 (52)                            | 13.8 (56.8)                        | 18 (64)                            | 21.8 (71.2)                        | 24.8 (76.6)                        | 24.4 (75.9)                        | 20.6 (69.1)                        | 16.6 (61.9)                        | 11.1 (52.0)                        | 7.9 (46.2)                         | 15.4 (59.7)                        |
| 平均低温 °C（°F）                  | 2.9 (37.2)                         | 3.6 (38.5)                         | 6.2 (43.2)                         | 9.1 (48.4)                         | 13.1 (55.6)                        | 16.6 (61.9)                        | 19.4 (66.9)                        | 19 (66)                            | 15.7 (60.3)                        | 12.4 (54.3)                        | 7.2 (45.0)                         | 4 (39)                             | 10.8 (51.4)                        |
| 历史最低温 °C（°F）                | −12.4 (9.7)                        | −16.8 (1.8)                        | −10 (14)                           | −2.4 (27.7)                        | 0 (32)                             | 5.4 (41.7)                         | 7.8 (46.0)                         | 8.1 (46.6)                         | 1 (34)                             | −2.2 (28.0)                        | −5.8 (21.6)                        | −12.8 (9.0)                        | −16.8 (1.8)                        |
| 平均降水量 mm（）                  | 48 (1.9)                           | 31.4 (1.24)                        | 30.4 (1.20)                        | 54 (2.1)                           | 41.1 (1.62)                        | 24.5 (0.96)                        | 9.2 (0.36)                         | 31 (1.2)                           | 77.1 (3.04)                        | 67.2 (2.65)                        | 55.7 (2.19)                        | 45.8 (1.80)                        | 515.4 (20.29)                      |
| 月均日照時數                       | 145.1                              | 173.7                              | 238.7                              | 244.5                              | 292.9                              | 333.4                              | 369.1                              | 327.4                              | 258.6                              | 187.1                              | 152.5                              | 134.9                              | 2,857.9                            |
| 来源：infoclimat.fr                |                                    |                                    |                                    |                                    |                                    |                                    |                                    |                                    |                                    |                                    |                                    |                                    |                                    |

## 行政区划
马里尼亚讷是法国普罗旺斯-阿尔卑斯-蓝色海岸大区罗讷河口省的一个市镇，编号为13054。马里尼亚讷隶属于伊斯特尔区和罗讷河口省第十二选区，管理马里尼亚讷县，同时也是艾克斯-马赛普罗旺斯都会区的组成部分。
法国国家统计与经济研究所（简称）在进行数据统计时，将马里尼亚讷及相邻的另外49个市镇设为马赛-普罗旺斯地区艾克斯城市核心区，并将包括核心区在内的周边共90个市镇划为马赛-普罗旺斯地区艾克斯城市区。自2020年起，马赛-普罗旺斯地区艾克斯城市区被包含115个市镇的马赛-普罗旺斯地区艾克斯城市辐射区代替。此外，还将马里尼亚讷市镇分为了15个“块区”（IRIS），以便于统计人口分布情况。

## 交通

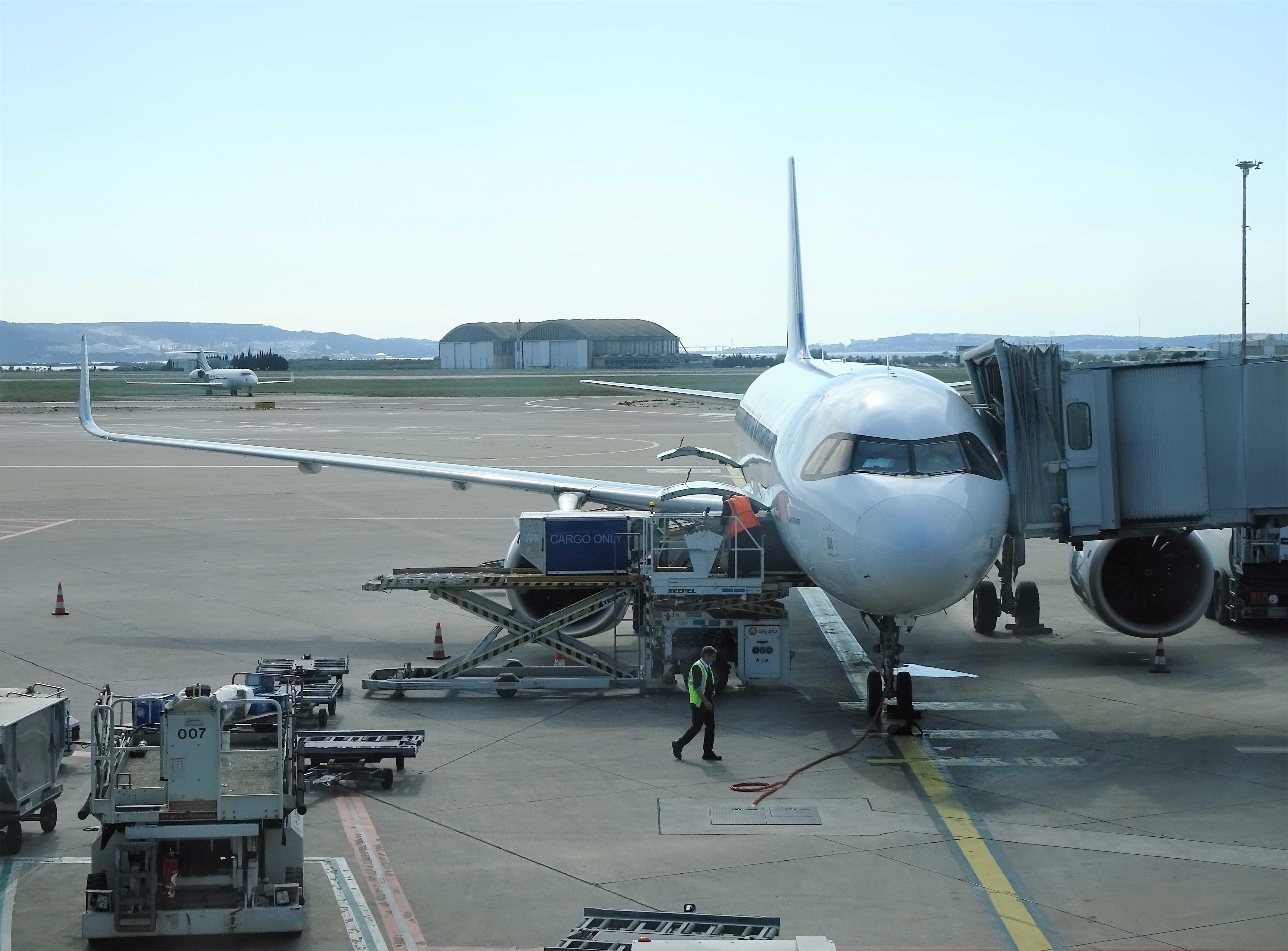
马赛机场内停靠的飞机

### 公路
罗讷河口省省道D9线、D20线、D48线和D568线在马里尼亚讷境内交汇。普罗旺斯-阿尔卑斯-蓝色海岸大区下属的城际客运提供巴士线路，可前往马赛、马蒂格、普罗旺斯地区艾克斯等地。
| 30 | 4 |

| 马赛 | 23 |

| 普罗旺斯地区艾克斯 | 27 |

| 马蒂格 | 19 |

2018年，80.1%的马里尼亚讷家庭拥有至少一辆私人汽车。2019年，马里尼亚讷境内共发生各类交通事故7起，造成1人遇难，8人受伤。

### 铁路
巴黎－马赛铁路从马里尼亚讷市镇范围东南部过境，并在此设有帕德朗谢站，该站是一个无人看守的客运铁路乘降所，停靠往返于马赛和米拉马斯一线的区域列车。

### 航空
马赛普罗旺斯机场的航站楼及其跑道的主体部分位于马里尼亚讷的市镇范围内，该机场开行前往欧洲及北非数十个城市的客货固定航线。

### 城市公共交通
马里尼亚讷是萨隆-湖畔-蓝岸城市公共交通（商业名称为）的服务范围，后者于2021年7月由普罗旺斯地区萨隆和马里尼亚讷两地的城市公共交通系统合并而成。截至2022年6月，该系统共包括15条常规公交线路，其中大容量公交Zenibus和公交3路、5路、6路、7路经过马里尼亚讷市区。

## 政治

### 市政内阁
马里尼亚讷的现任市长为埃里克·勒迪塞斯先生（Eric LE DISSÈS），他是一名右翼无党派人士，在2020年的市政选举中获得了70.42%的支持率。
| 马里尼亚讷历届市长 | 马里尼亚讷历届市长                    | 马里尼亚讷历届市长                             |
| 任期               | 市长                                  | 党派                                           |
| ------------------ | ------------------------------------- | ---------------------------------------------- |
| 1947年－1995年     | Laurent DELEUIL 洛朗·德勒伊           | DVD右翼无党派人士                              |
| 1995年－2008年     | Daniel SIMONPIERI 达尼埃尔·西蒙皮耶里 | FN国民联盟 →MNR共和民族运动 →DVD右翼无党派人士 |
| 2008年－           | Eric LE DISSÈS 埃里克·勒迪塞斯        | LR共和黨 →DVD右翼无党派人士                    |

### 各级选举
| 马里尼亚讷历届投票选举结果 | 马里尼亚讷历届投票选举结果     | 马里尼亚讷历届投票选举结果 | 马里尼亚讷历届投票选举结果      | 马里尼亚讷历届投票选举结果      | 马里尼亚讷历届投票选举结果 | 马里尼亚讷历届投票选举结果      | 马里尼亚讷历届投票选举结果      | 马里尼亚讷历届投票选举结果 | 马里尼亚讷历届投票选举结果 |
| 选举项目                   | 选举范围                       | 选区单位                   | 选区单位内的选举结果            | 选区单位内的选举结果            | 选区单位内的选举结果       | 选区单位内的选举结果            | 选区单位内的选举结果            | 选区单位内的选举结果       | 参考资料                   |
| 选举项目                   | 选举范围                       | 选区单位                   | 第一轮胜出者                    | 第一轮胜出者                    | 支持率                     | 第二轮胜出者                    | 第二轮胜出者                    | 支持率                     | 参考资料                   |
| -------------------------- | ------------------------------ | -------------------------- | ------------------------------- | ------------------------------- | -------------------------- | ------------------------------- | ------------------------------- | -------------------------- | -------------------------- |
| 2017年法國總統選舉         | 法國                           | 市镇                       |                                 | 玛丽娜·勒庞                     | 42.47%                     |                                 | 玛丽娜·勒庞                     | 60.26%                     | [ 28 ]                     |
| 2017年法国立法选举         | 罗讷河口省第十二选区           | 市镇                       |                                 | 埃里克·迪亚尔                   | 30.81%                     |                                 | 埃里克·迪亚尔                   | 71.47%                     | [ 28 ]                     |
| 2019年欧洲议会选举         | 法國                           | 市镇                       |                                 | 若尔当·巴尔代拉                 | 46.76%                     | （不适用）                      | （不适用）                      | （不适用）                 | [ 30 ]                     |
| 2021年法国省级选举         |                                | 县                         |                                 | 瓦莱丽·居阿里诺 埃里克·勒迪塞斯 | 42.08%                     |                                 | 瓦莱丽·居阿里诺 埃里克·勒迪塞斯 | 62.06%                     | [ 31 ]                     |
| 2021年法国省级选举         | 市镇                           |                            | 瓦莱丽·居阿里诺 埃里克·勒迪塞斯 | 57.84%                          |                            | 瓦莱丽·居阿里诺 埃里克·勒迪塞斯 | 67.88%                          |                            | [ 31 ]                     |
| 2021年法国大区选举         | 普罗旺斯-阿尔卑斯-蔚蓝海岸大区 | 市镇                       |                                 | 蒂埃里·马里亚尼                 | 45.67%                     |                                 | 蒂埃里·马里亚尼                 | 54.28%                     | [ 32 ]                     |
| 2022年法国总统选举         | 法國                           | 市镇                       |                                 | 玛丽娜·勒庞                     | 39.96%                     |                                 | 玛丽娜·勒庞                     | 64.44%                     | [ 28 ]                     |
| 2022年法国立法选举         | 罗讷河口省第十二选区           | 市镇                       |                                 | 弗朗克·阿利西奥                 | 39.91%                     |                                 | 弗朗克·阿利西奥                 | 56.32%                     | [ 28 ]                     |

## 人口
2018年，马里尼亚讷市镇人口数量为32,793，在法国排名第245位。其中男性15,794人，女性16,999人，75岁及以上人口占8.6%，外籍人口数量为6,470人，人口密度为1,416人/平方公里，当地居民被称为（男性）或（女性）。2019年，马里尼亚讷境内出生454人，死亡人口307人。
| 马里尼亚讷1901年－2019年人口变化情况 |
|                                      |
| 数据来源：Cassini、INSEE             |

## 经济
马里尼亚讷是一个区域性的中心城市。截止2022年6月，马里尼亚讷市镇范围内共有各类用人单位（包含自雇）5,022家，平均历史为13年，其中99.25%为中小型企业（PME），2022年5月至7月间，当地的经济活力指数为0.78%。（大型零售）、（汽车零售）及（房地产）是当地2021年营业额最高的三个企业，分别为99,286,869欧元、2,233,226欧元和1,516,203欧元。

## 财政与居民收入
2020年，马里尼亚讷的财政收入总额为45,697,400欧元，财政支出总额为38,859,300欧元，当年的债务总额为25,012,200欧元。2021年，马里尼亚讷共获得4,178,264欧元的国家财政补助，比上一年减少了2.24%。
2019年，马里尼亚讷的人均月收入总额为2,207欧元，其中高级职员为3,575欧元，低于法国平均水平（4,230欧元）；中级职员为2,485欧元，高于法国平均水平（2,411欧元）；普通职员为1,772欧元，高于法国平均水平（1,740欧元）。
2018年，马里尼亚讷境内的青壮年（15至64岁）失业率为14.4%，当地46.0%的家庭拥有纳税资格，平均纳税2,593欧元，低于法国平均水平（3,910欧元）。

## 社会事务

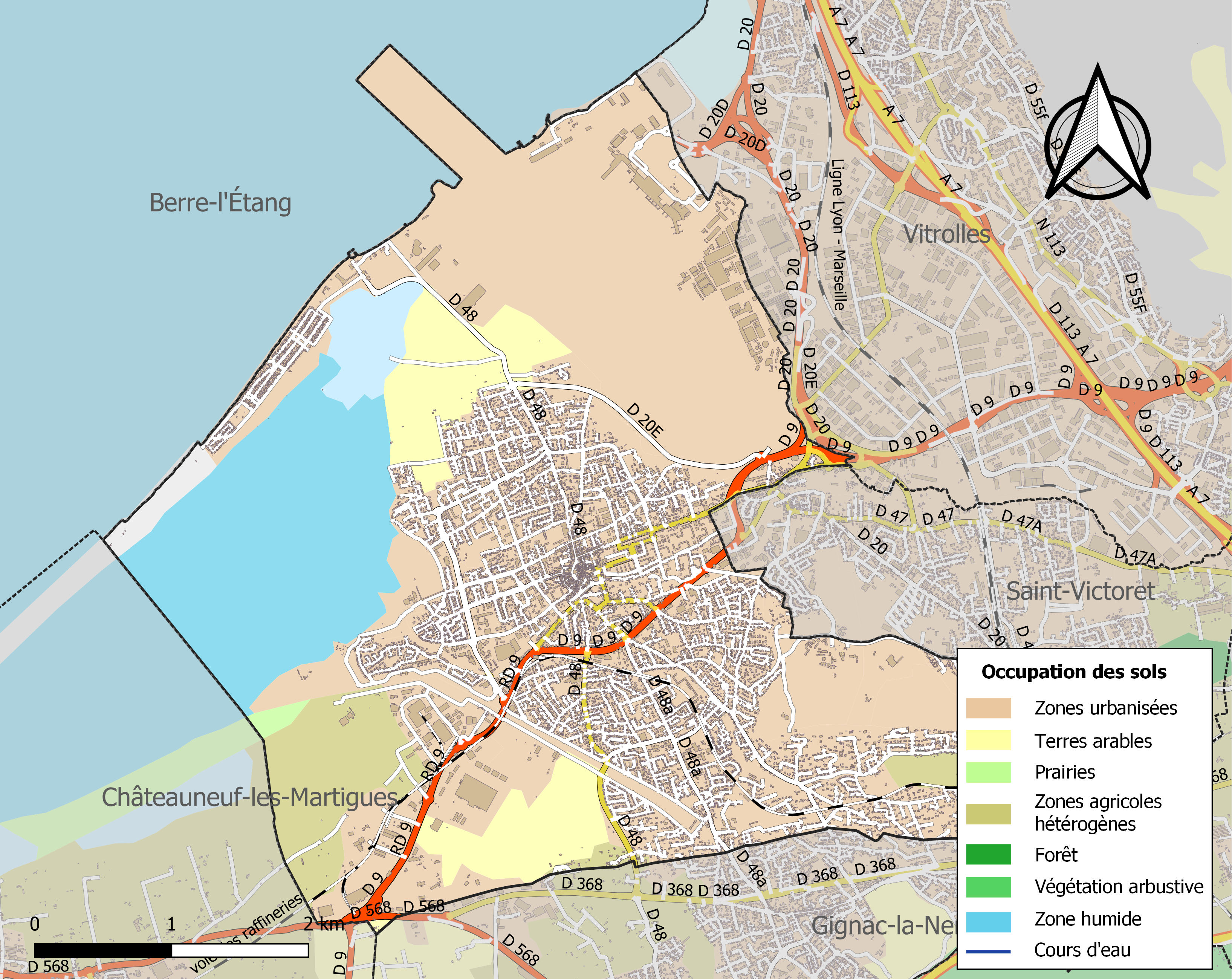
马里尼亚讷土地利用情况地图

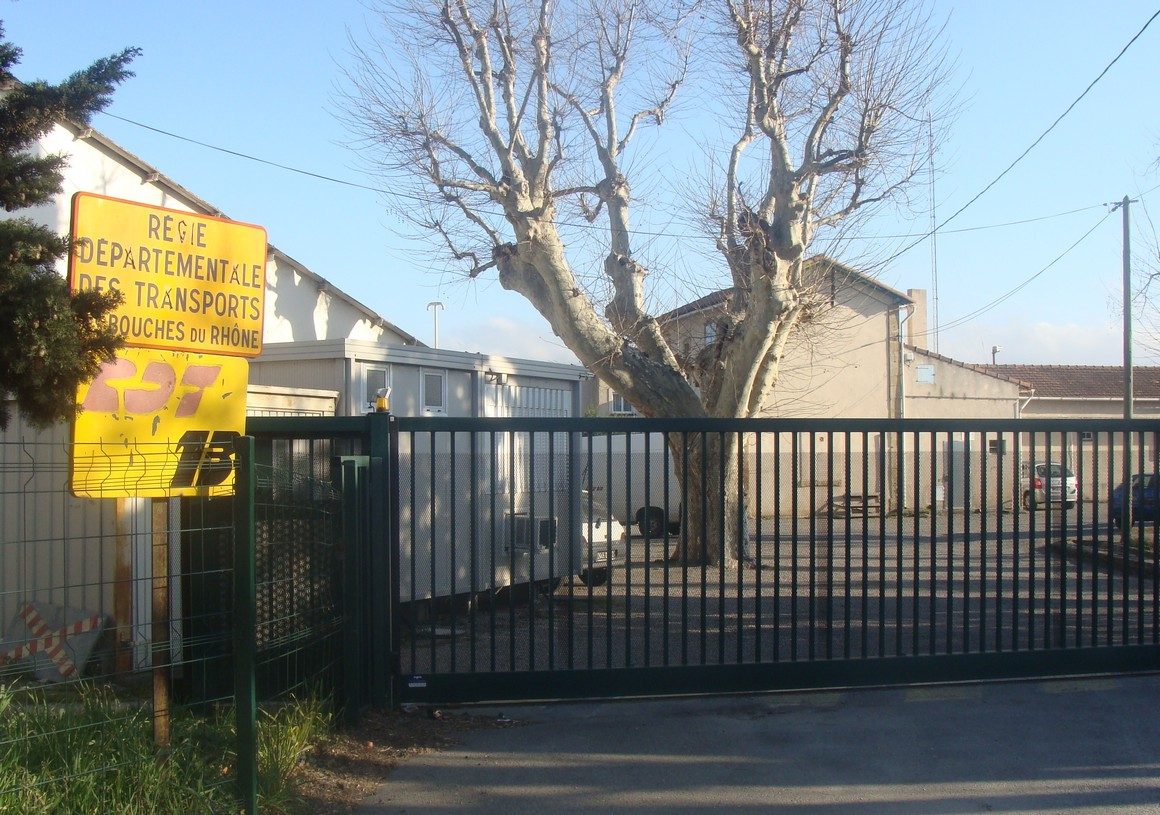
马里尼亚讷的一家工厂

### 教育
马里尼亚讷属于艾克斯-马赛学区。截止2020年1月1日，马里尼亚讷境内共有12所幼儿园、10所小学、3所初级中学、1所普通高中和2所职业高中。2018至2019学年度，马里尼亚讷境内共有在校中等教育阶段学生2,939名。

### 医疗
截止2020年1月1日，马里尼亚讷境内共有全科医生50名、保健师37名、牙医26名、护士78名、耳科医生2名、眼科医生4名、皮肤科医生5名、助产士3名、儿科医生1名和妇科医生3名。境内共有药房12家、养老院4家、残疾人帮扶中心6家。
马里尼亚讷境内有一家私立综合诊疗中心。
距离马里尼亚讷最近的区域性医疗机构为“马赛北医院”，其主病区位于马赛市区北部，距离马里尼亚讷市区的正常车程约17分钟，设有床位694个，是当地规模最大的公立综合性医院。

### 住房
2018年，马里尼亚讷境内共有各类住房15,095套，其中43.3%为独立式居民区，55.2%为集中式居民区。常住房屋占马里尼亚讷市镇范围内居民建筑总量的90.7%。
在住房保障政策方面，2020年，马里尼亚讷境内共有3,152户家庭获得了住房经济补助，受益人数占总人口数量的9.6%，其中2,908份为房租补助。

### 商业
2019年，马里尼亚讷境内共有各类实体商铺1,090家，其中餐厅128家、大型超市5家、杂货店17家、面包房24家、肉铺11家、书店18家、装饰品店3家、银行门店18家、美容美发店52家、汽车维修店68家。市中心西南部建有一家E.Leclerc购物超市。

### 体育
2020年，马里尼亚讷境内共有2家游泳池、7间体育馆、3座综合体育场、14处网球场、6处足球或橄榄球场、6处篮球或排球场以及1处高尔夫球场。
截至2022年7月，马里尼亚讷境内共有两家注册足球俱乐部，其中马里尼亚讷-日尼亚克足球俱乐部（编号581799）是当地的代表性足球队，该俱乐部成立于1924年，其主队2022至2023赛季参加法国全国乙组联赛（法国第四级别），其主场为博尔蒙球场（Stade Bolmon）。

### 环境
马里尼亚讷的环境事务由其所属的艾克斯-马赛普罗旺斯都会区负责。2019年，马里尼亚讷境内共有3家污染企业。

### 治安
2019年，马里尼亚讷市镇范围内共有1处派出所。
马里尼亚讷所在地是维特罗勒警区（zone police de Vitrolles）的管辖范围。2020年，该警区辖区内共6个市镇累计发生各类案件7,273起，其中盗窃类案件4,107起，经济类案件1,103起，毒品交易类案件296起。

## 文化
2020年，马里尼亚讷境内共有1家电影院和1家音乐厅。马里尼亚讷市政府提供让·多尔梅松多媒体中心（Médiathèque Jean d'Ormesson），每周二、三、五、六向公众开放。

### 建筑
马里尼亚讷境内有多处历史建筑，其中法国国家文物保护单位包括圣尼古拉教堂（Église Saint-Nicolas de Marignane）、马里尼亚讷城堡等，怜悯圣母小教堂则是当地的地标性建筑物。

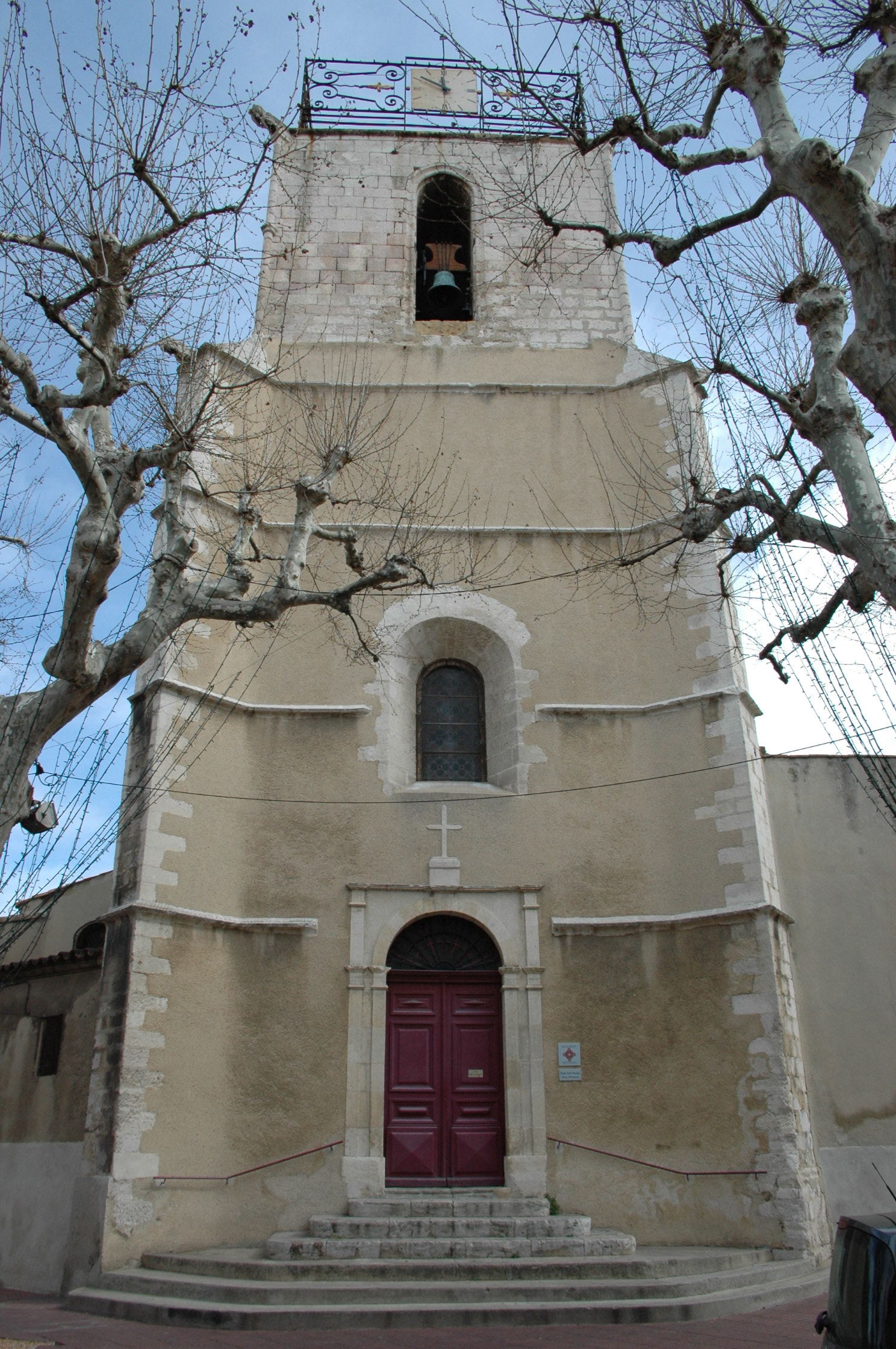
圣尼古拉教堂
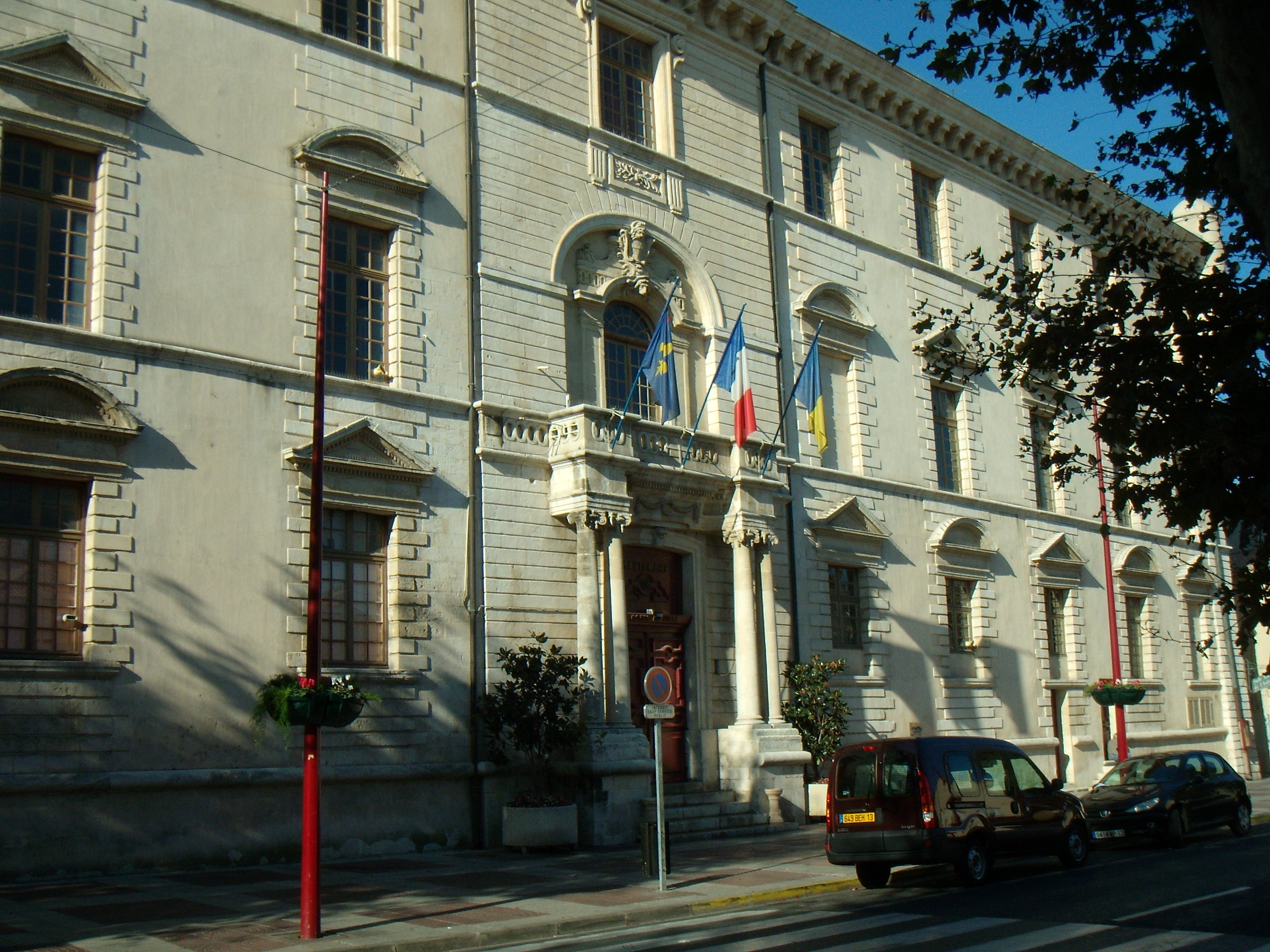
马里尼亚讷城堡（法语：Château de Marignane）
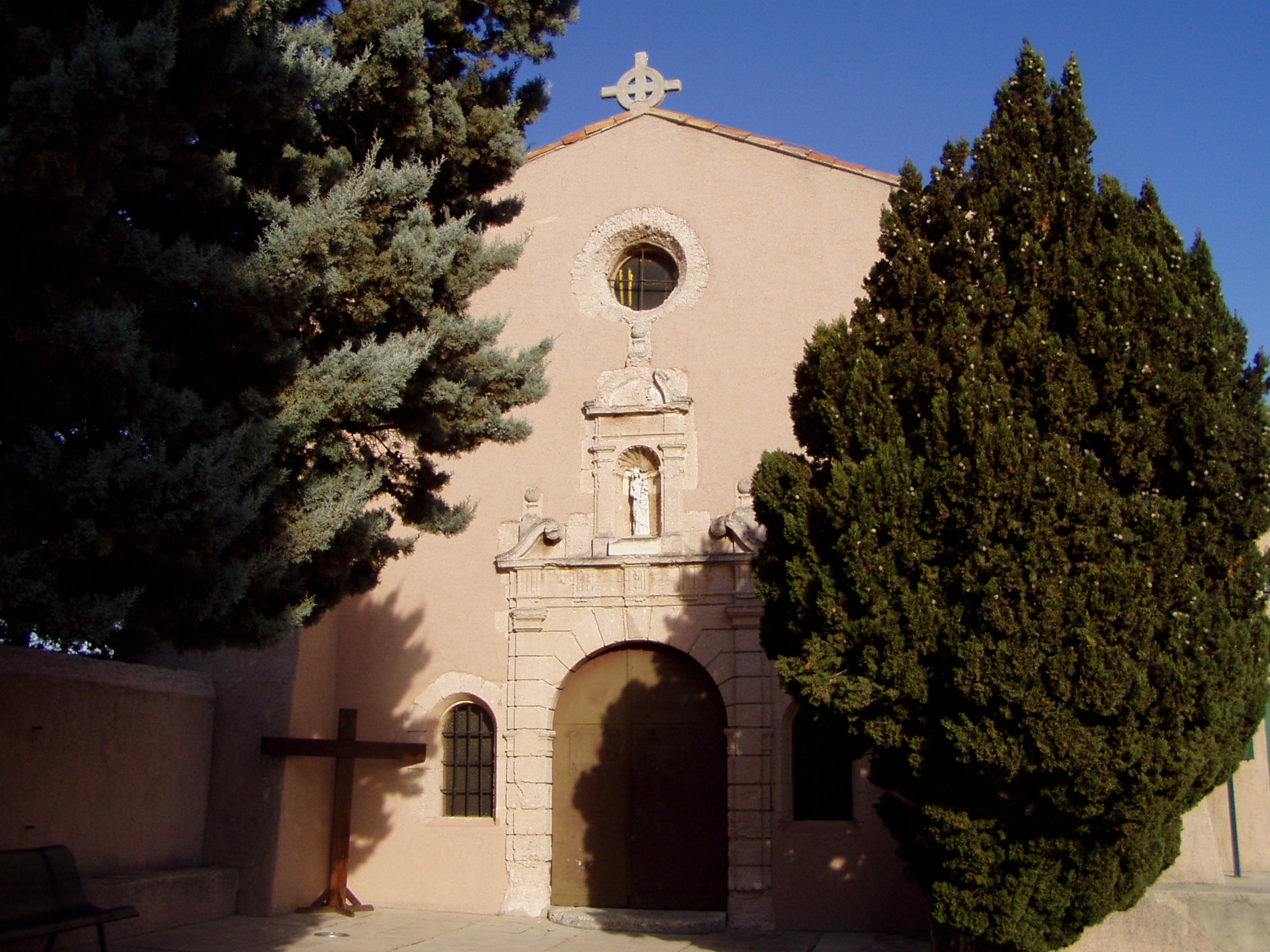
怜悯圣母小教堂
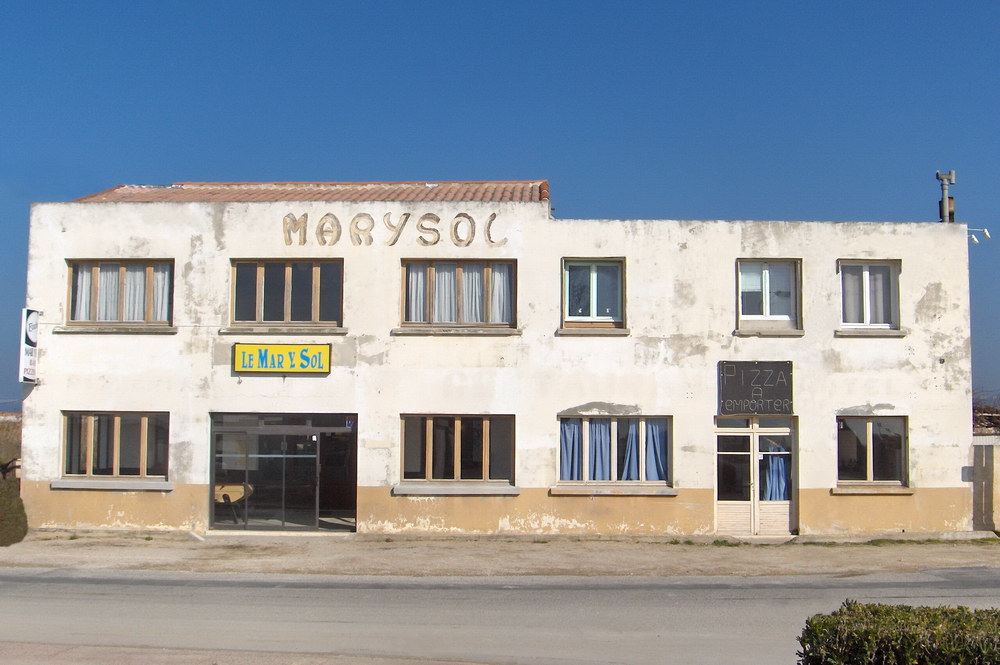
一处废弃的酒店
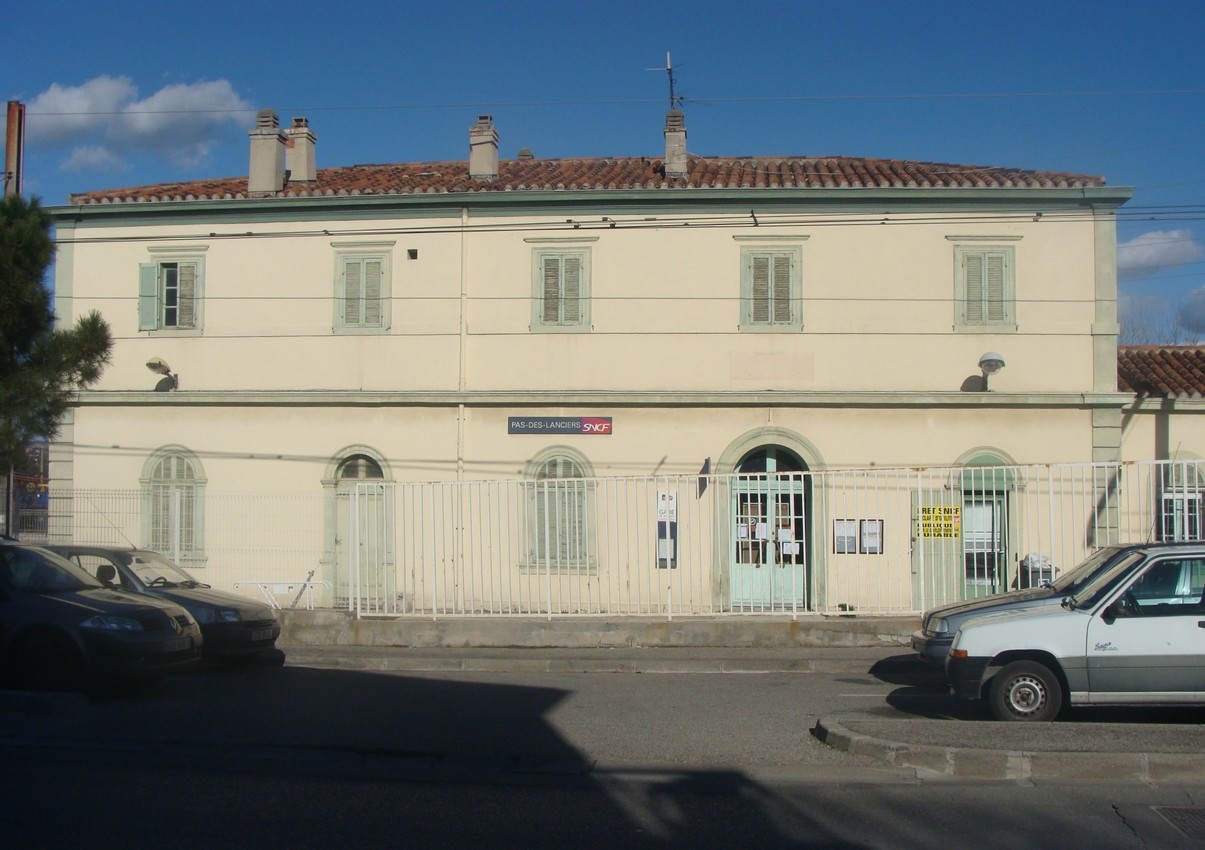
帕德朗谢火车站旧站房
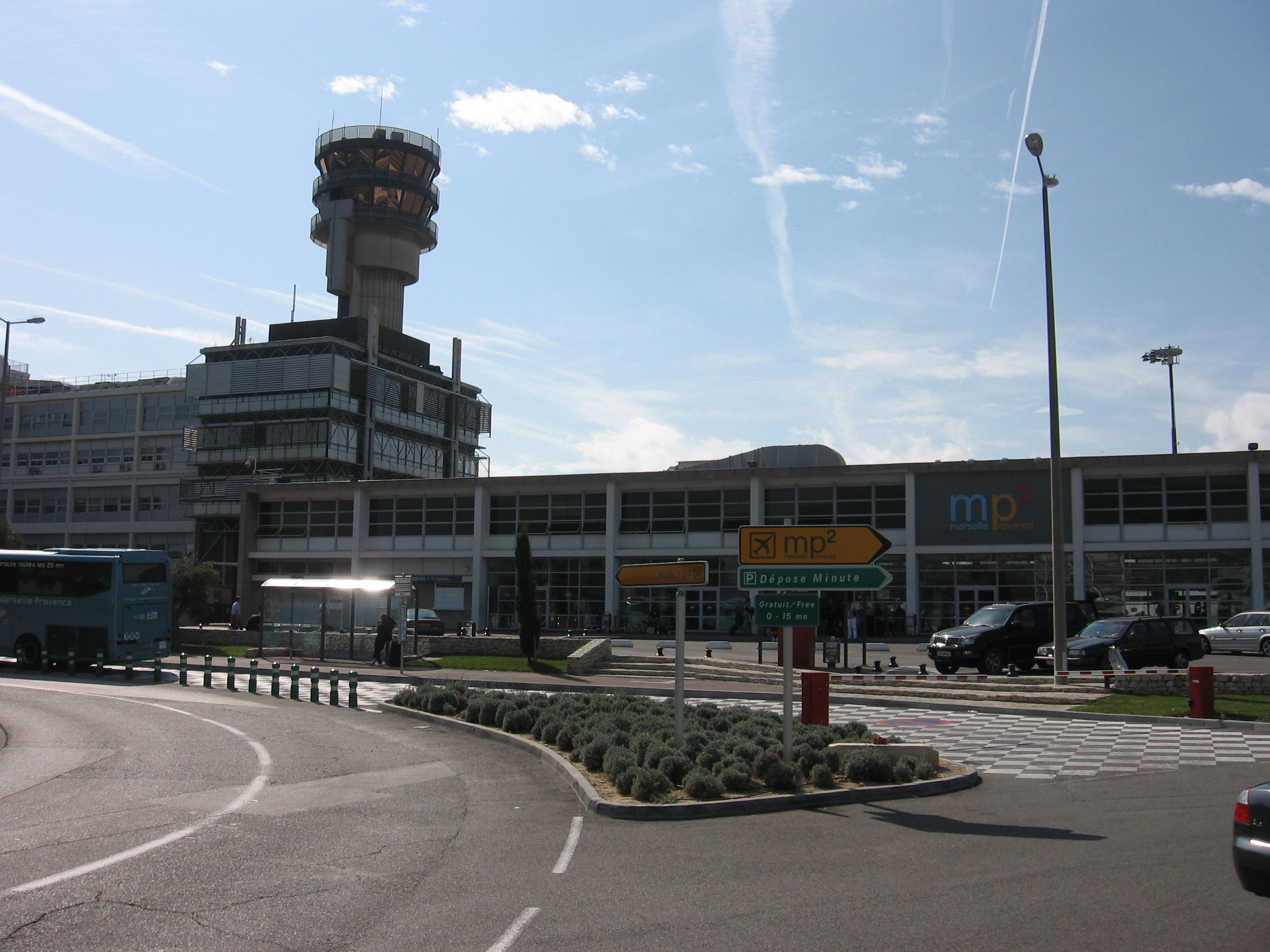
机场航站楼
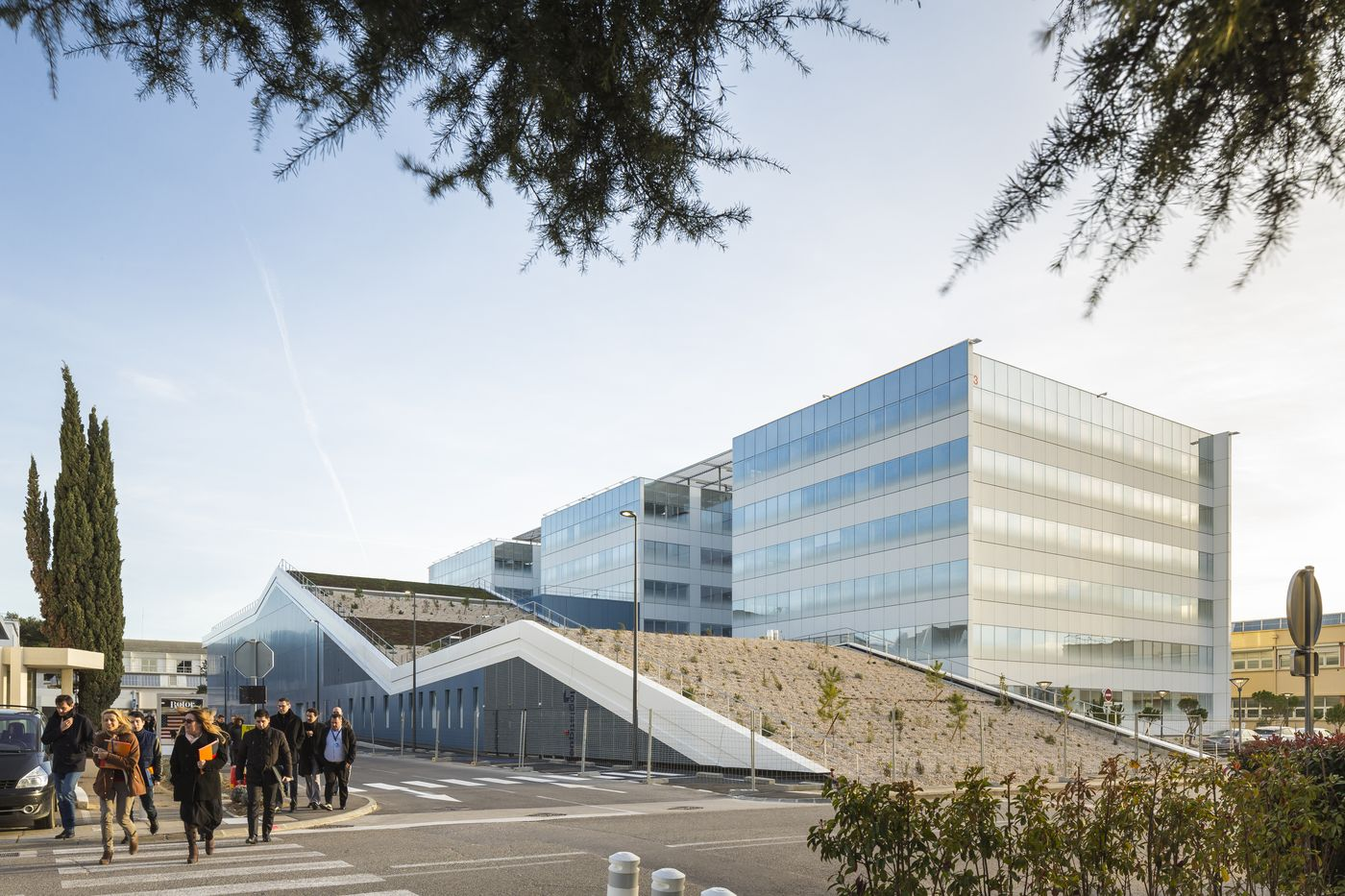
空客直升机研发中心

### 旅游
马里尼亚讷的旅游事务由其所属的艾克斯-马赛普罗旺斯都会区负责。2021年，马里尼亚讷境内共有2家酒店共计303间房间；另有1个露营地，可容纳共75辆露营车。

### 媒体
法国主要的媒体均可在马里尼亚讷接收，法国电视三台下属的普罗旺斯-阿尔卑斯-蓝色海岸大区频道在部分时段播出马里尼亚讷所属区域的地方新闻。蓝色法兰西普罗旺斯广播、卡马格广播、《普罗旺斯报》、《马赛人报》等是当地主要的地方性媒体。

## 友好城市
截至2022年7月，马里尼亚讷共与五座城市互为友好城市关系：
- 德国 沃尔夫斯堡
- 西班牙 菲格拉斯
- 匈牙利 格德
- 義大利 拉瓦努萨
- 羅馬尼亞 斯勒尼克